# Cleveland, North Carolina
Cleveland är en ort i Rowan County i delstaten North Carolina, USA.